# Angels of Death (jeu vidéo)
 (juillet 2018).
Si vous disposez d'ouvrages ou d'articles de référence ou si vous connaissez des sites web de qualité traitant du thème abordé ici, merci de compléter l'article en donnant les références utiles à sa vérifiabilité et en les liant à la section « Notes et références ».
Pour les articles homonymes, voir Angel of Death et Ange de la mort.
Angels of Death (殺戮の天使, Satsuriku no Tenshi, lit. « Angels of Slaughter ») est un jeu vidéo d'aventure japonais d'horreur réalisé par Hoshikuzu KRNKRN (Makoto Sanada). Il a été créé en utilisant RPG Maker et a été initialement publié en tant que freeware via le site Web Den Fami Nico Game Magazine. Il est sorti en 2015 sur Microsoft Windows, puis sur Steam en 2016 et sur Nintendo Switch en 2018,.
Une adaptation en manga écrite par Makoto Sanada et dessinée par Kudan Nazuka est publiée dans le magazine Monthly Comic Gene entre 2015 et 2020 et compilée en un total de 12 tomes. La série a été imprimée à plus d'un million d'exemplaires. La série est éditée en Amérique du Nord par Yen Press, qui a publié le premier volume le 14 novembre 2017. La version française est proposée par Mana Books depuis le 6 mai 2021.
Une adaptation en anime de 16 épisodes par J. C. Staff est diffusée entre juillet et octobre 2018.

## Histoire
Rachel « Ray » Gardner, 13 ans, est prise en charge médicalement après avoir été témoin d'un meurtre. Cependant, quelque temps après, elle se retrouve complètement amnésique dans un sous-sol, sans se souvenir de la façon dont elle y est arrivée ou d'autre chose que le meurtre dont elle a été témoin. En cherchant ses parents, elle est attaquée par un tueur en série, Isaac « Zack » Foster. Elle s'échappe au sous-sol supérieur, B5, où elle rencontre le médecin qui était censé la conseiller, le Dr. Daniel « Danny » Dickens. Alors qu'il lui semble d'abord coopératif, Danny révèle bientôt son obsession maniaque avec ses yeux et tente de la tuer. Pendant ce temps, Ray a récupéré sa mémoire de la nuit où le meurtre s'est produit, ce qui lui a donné un énorme choc mental, et un profond désir de suicide. Avant que Danny ne puisse la tuer, Zack arrive soudainement et tue le docteur, mais il épargne Ray car il a perdu son intérêt à cause de son manque d'émotions. En outre, Ray, désespérée par la vérité de son terrible passé, demande alors à Zack de la tuer. Voyant l'intelligence de Ray, Zack accepte de la tuer en échange de son aide pour s'échapper du bâtiment, ceci formant officiellement un partenariat entre eux.
Ray et Zack continuent d'aller aux étages supérieurs pour trouver un moyen de sortir du bâtiment. Il est révélé que le bâtiment est rempli de meurtriers comme Zack (les « maîtres ») qui sont autorisés à tuer tous ceux qui sont appelés « sacrifices » tant qu'ils ne quittent pas leurs étages assignés et ne tuent pas d'autres maîtres. Depuis que Zack a quitté son étage et tué Danny, il est considéré comme un sacrifice (comme Ray), donnant la permission aux autres maîtres de les tuer tous les deux. Ray et Zack continuent d'aller aux étages supérieurs, battant les deux autres maîtres, Edward « Eddy » Mason à B4 et Catherine « Cathy » Ward à B3, dans le processus. Quand Zack est blessé pendant le combat contre Cathy, Ray rencontre un révérend fou, Abraham Gray, au B2 qui se révèle être celui qui a amené Zack et d'autres maîtres dans le bâtiment pour une expérience de culte sur sa personne. Il est également révélé que Danny a survécu à l'attaque précédente de Zack, s'attendant à ce que Zack vienne pourchasser Ray et qu'il se soit donc préparé à simuler sa mort tout en continuant sa quête de Ray.
Après avoir passé avec le procès de Gray, Ray et Zack arrivent à B1 où ils finissent dans une pièce remplie de fausses fleurs et des cadavres d'un couple, rendant Ray hystérique et désespérée, demandant à Zack de la tuer immédiatement. Tout en cherchant des indices sur le changement soudain de comportement de Ray après que Danny ait verrouillé la pièce avec elle, Zack découvre que Ray est en réalité le maître de B1. Son très lourd passé est celui-ci : Elle a vu son père tuer sa mère dans une dispute conjugale et ensuite elle a tué son père en état de légitime défense, quand il a tenté de la tuer. Ray a ensuite cousu le cadavre de ses parents pour en faire des marionnettes, « sa famille idéale », ce qui l'a amenée à être interpellée par la police pour être interrogée, puis internée auprès de Danny en raison de sa maladie mentale. Danny l'a ensuite emmenée dans le bâtiment, obéissant aux ordres du révérend Grey. Alors que Zack découvre la vérité, Ray tire sur Danny et tente de tuer Zack après avoir été désillusionné par sa foi aveugle, mais Zack la convainc de respecter le serment qu'ils ont prêté.
Alors qu'ils se dirigeaient vers la sortie, Danny alluma le bâtiment et tira sur Ray, la blessant gravement. Gray apparaît alors et arrête Danny, permettant à Zack et Ray d'échapper au bâtiment alors que le bâtiment brûle. À la sortie du bâtiment, la police arrive et Zack se laisse arrêter pour sauver la vie de Ray. Quelques jours plus tard, Zack est condamné à mort pour être le tueur en série recherché depuis longtemps et est également accusé d'avoir assassiné les parents de Ray, puis de l'avoir kidnappée. Ray est emmené à l'établissement de réadaptation en raison de son délire apparent et de son attachement à Zack. Ray prétendit aux médecins s'être améliorée, alors qu'en réalité elle continuait à penser obsessionnellement à Zack et au serment qu'ils ont prêté.
Quelques jours après que la peine de mort de Zack ait été décidée, Zack s'échappe de prison et pénètre dans la chambre de Ray pour accomplir le serment qu'ils ont fait ensemble. Se réjouissant de la nouvelle, Ray s'échappe de la pièce avec Zack, lui demandant à nouveau de la tuer. Mais au moment où la police arrive, la chambre de Ray est déjà vide, la fenêtre brisée et la trace du sang de Zack, sans que personne sache ce qu'ils sont devenus.

## Personnages
Rachel Gardner (レイチェル・ガードナー, Reicheru Gādonā) / Ray (レイ, Rei)
Rachel est une fille de 13 ans qui est piégée dans un bâtiment abandonné et n'a aucun souvenir de son passé.
Isaac Foster (アイザック・フォスター, Aizakku Fosutā) / Zack (ザック, Zakku)
Isaac est un tueur en série ayant la vingtaine et le maître de l'étage -6. Il est surnommé Zack au long de l'histoire.

## Manga
L'adaptation du jeu vidéo en manga est scénarisée par Makoto Sanada et dessinée par Kudan Nazuka. La série débute sa prépublication dans le magazine Monthly Comic Gene en novembre 2015 et s'est terminé le 15 septembre 2020,. L'éditeur Media Factory publie les chapitres en tankōbon avec un premier volume sorti le 27 janvier 2016, le douzième et dernier volume est paru le 27 octobre 2020. La version française est publiée par Mana Books avec un premier volume sorti le 6 mai 2021.

### Liste des volumes
| no | Japonais          | Japonais          | Français           | Français          |
| no | Date de sortie    | ISBN              | Date de sortie     | ISBN              |
| -- | ----------------- | ----------------- | ------------------ | ----------------- |
| 1  | 27 janvier 2016   | 978-4-04-067893-1 | 6 mai 2021         | 979-1-0355-0288-1 |
| 2  | 27 juin 2016      | 978-4-04-068284-6 | 17 juin 2021       | 979-1-0355-0289-8 |
| 3  | 26 décembre 2016  | 978-4-04-068809-1 | 26 août 2021       | 979-1-0355-0290-4 |
| 4  | 27 février 2017   | 978-4-04-069033-9 | 7 octobre 2021     | 979-1-0355-0291-1 |
| 5  | 27 juillet 2017   | 978-4-04-069244-9 | 2 décembre 2021    | 979-1-0355-0292-8 |
| 6  | 17 décembre 2017  | 978-4-04-069571-6 | 3 mars 2022        | 979-1-0355-0305-5 |
| 7  | 27 avril 2018     | 978-4-04-069840-3 | 5 mai 2022         | 979-1-0355-0312-3 |
| 8  | 27 septembre 2018 | 978-4-04-065123-1 | 7 août 2022        | 979-1-0355-0318-5 |
| 9  | 27 mars 2019      | 978-4-04-065590-1 | 1er septembre 2022 | 979-1-0355-0323-9 |
| 10 | 27 septembre 2019 | 978-4-04-064043-3 | 3 novembre 2022    | 979-1-0355-0331-4 |
| 11 | 27 mars 2020      | 978-4-04-064496-7 | 5 janvier 2023     | 979-1-0355-0376-5 |
| 12 | 27 octobre 2020   | 978-4-04-064976-4 | 13 avril 2023      | 979-1-0355-0377-2 |

## Anime
Il s'agit d'une adaptation du jeu vidéo d'horreur et du manga du même nom scénarisée par Makoto Sanada. La série est réalisée par J. C. Staff et se compose de 12 épisodes. Au Japon, la série est diffusée du 6 juillet 2018 au 21 septembre 2018 sur les chaînes de télévision Tokyo MX, AT-X, KBS, TV Aichi, Sun TV, BS11. 4 épisodes spéciaux, diffusés uniquement en streaming, sont diffusés du 5 octobre 2018 au 26 octobre 2018. La série se compose au total de 16 épisodes .
La série est réalisée par Kentarō Suzuki, les scénarios sont supervisés par Yoshinobu Fujioka, la musique est composée par Noisycroak chez Lantis et le design des personnages est assuré par Miki Matsumoto, qui est également directeur de l'animation .
Masaaki Endoh interprète le générique de début intitulé "Vital", et Haruka Chisuga interprète le générique de fin intitulé "Pray". En France, la série est licenciée et diffusée par Crunchyroll ,.

### Liste des épisodes
| No  | Titre de l’épisode en français         | Titre original de l’épisode           | Date de 1re diffusion |
| --- | -------------------------------------- | ------------------------------------- | --------------------- |
| 1   | S'il te plaît, tue-moi                 | Kill Me... Please.                    | 6 juillet 2018        |
| 2   | Ta tombe ne se trouve pas ici          | Your Grave is not Here.               | 13 juillet 2018       |
| 3   | Je le jure devant Dieu                 | I swear to God.                       | 20 juillet 2018       |
| 4   | Un pécheur n'a pas le choix            | A Sinner has no right of choice.      | 27 juillet 2018       |
| 5   | Ne me laisse pas te tuer tout de suite | Don't let me kill you just yet.       | 2 août 2018           |
| 6   | Seul Zack a le droit de me tuer        | Zack is the only one who can kill me. | 10 août 2018          |
| 7   | Qui es-tu ?                            | Who are you ?                         | 17 août 2018          |
| 8   | Ouais, je suis un monstre              | Yeah, I'm a monster.                  | 24 août 2018          |
| 9   | Dieu n'existe pas en ce monde          | There is no god in this world.        | 31 août 2018          |
| 10  | Le procès de la sorcière est ouvert    | The witch trial shall start.          | 7 septembre 2018      |
| 11  | Parce que tu es mon Dieu, Zack         | Cause you are my god Zack.            | 14 septembre 2018     |
| 12  | Essaie de tout apprendre à son sujet   | Try to know everything about her.     | 21 septembre 2018     |
| SP1 | Je ne suis pas ton Dieu                | I'm not your God.                     | 5 octobre 2018        |
| SP2 | Jure que c'est moi qui te tuerai       | Swear you will be killed by me.       | 12 octobre 2018       |
| SP3 | Un serment ne peut être dérobé         | A vow cannot be stolen.               | 19 octobre 2018       |
| SP4 | Arrête de pleurer et souris            | Stop crying and smile.                | 26 octobre 2018       |

## Réception

### Jeu vidéo
En novembre 2017, le jeu a été téléchargé plus d'un million de fois au Japon.

### Manga
Les premiers tomes ont été assez mal accueillis par le grand public, les critiques portent souvent sur le dessin de l'auteur ou sur le format adopté.

### Anime
Comme pour le manga, les premières impressions sont mitigées. Certains ont critiqué le rythme lent et les répétitions dans la série. Le format épisodique augmente le facteur d'effroi chez le spectateur, et offre une intrigue intéressante.
Au Tokyo Anime Award Festival 2019, l'anime s'est classé 72e.